# 李罗力
李羅力（1947年6月26日—），生于乌兰浩特市，祖籍河南滎陽，经济学者，曾任中国经济体制改革研究会副会长，胡昭衡之子。

## 经历
1963年随父胡昭衡工作变动，转入天津市第十六中學。
1982年畢業於南開大學經濟系，1984年任南开大学经济研究所副所长。1986年调离南开大学，任国家物价总局物价研究所副所长。1988年调至深圳，历任深圳市政府办公厅副主任、深圳市信息中心主任、中共深圳市委副秘书长。邓小平南方视察期间兼任深圳市接待办公室主任。